# 象鼻山古墳群

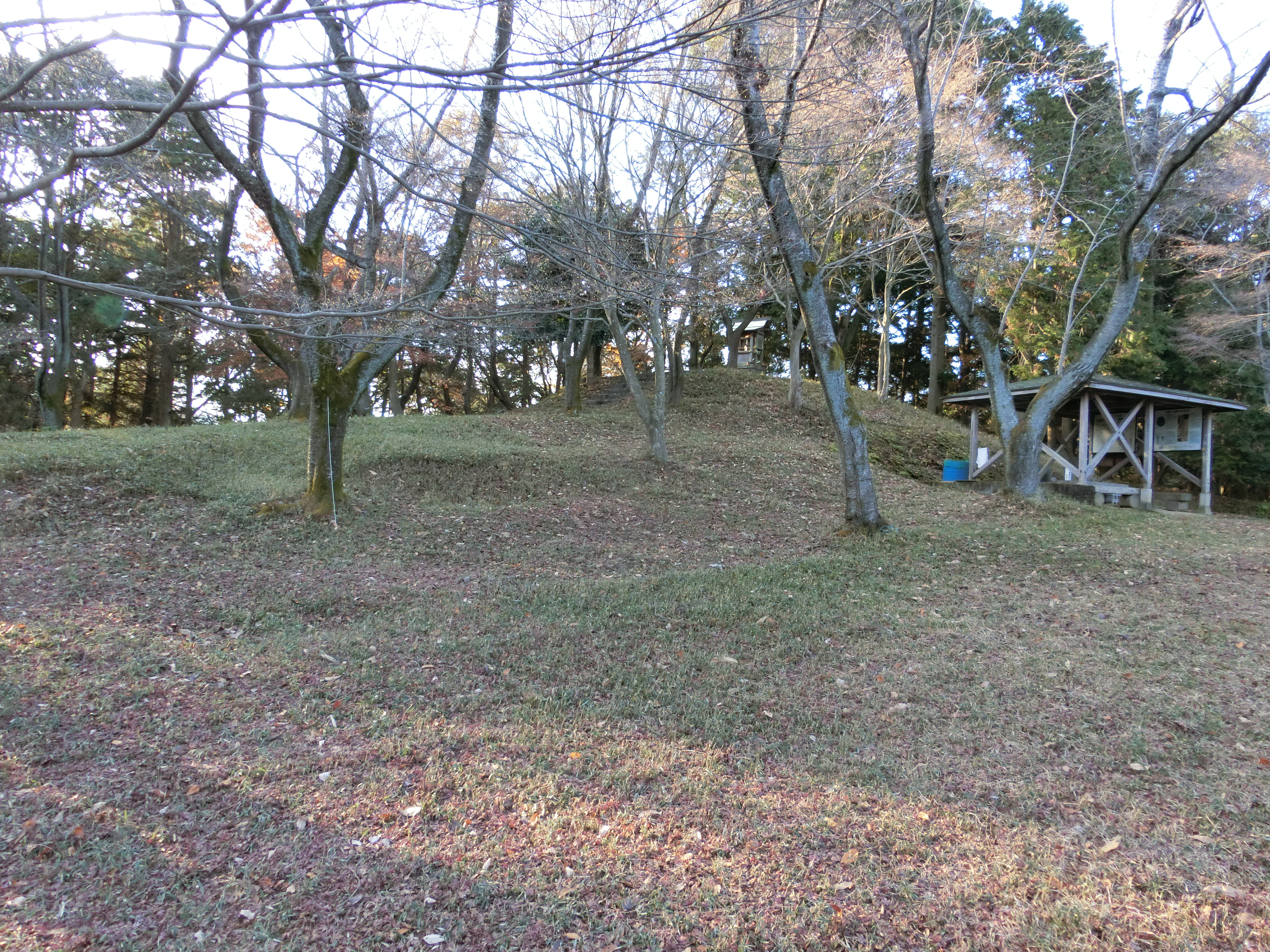
象鼻山古墳群、三号墳

象鼻山古墳群（ぞうびざんこふんぐん）は、岐阜県養老町の南宮山の東南端に位置する象鼻山（別庄山）の山頂にある古墳群。弥生時代後期から古墳時代後期（2世紀中頃から6世紀）に築造された約70基の古墳からなる。墳形様式は前方後方墳・円墳・方墳。令和7年3月18日に岐阜県史跡に指定された。

## 概要
- 所在地：岐阜県養老町橋爪
- 1996年～1998年にかけて養老町・富山大学によって第1号墳の発掘調査が行われた。
- 2010年までに発掘調査された10基の古墳のうち、1号墳は3世紀後半、1号墳周辺の7基は2世紀に、また51号墳と53号墳は5世紀の築造とされている。

## 主な古墳

### 第1号古墳
- 標高約142mの山頂にある古墳群最大の古墳。
- 被葬者：不明
- 築造時期：古墳時代前期
- 墳　形：前方後方墳
- 規　模：全長約42.80m、後方部長22.95m、後方部幅25.86m、後方部高さ4.23m、前方部長17.15m、前方部幅14.40m、前方部高さ2.96m、くびれ部幅8.70m、くびれ部高さ0.95m
- 埋葬部：構築墓抗（水銀朱で被覆した箱形木棺を盛土で積み上げた墓式。）
- 出土遺物：
  - 青銅鏡（双鳳紋鏡）
  - 玉（琴柱形石製品）
  - 細身鉄刀
  - 鉄刀2点、鉄剣5点、鉄槍1点（北陸の碧玉質の石（緑色凝灰岩）鉄）
  - 朱入りの壺
- 備考
  - 二重口緑壺形土器、S字状口緑台付形土器、高坏形土器、小形器台形土器。
  - 山頂を削り取りその上に8段階もの工程を経て完成されていることから見栄えも重視したと考えられる。従って濃尾平野が見渡せるだけではなく、濃尾平野から見られることも念頭に置いた築造思想が読み取れる。
  - 墳形及び埋葬方法が東海様式を採用しているが、埋葬物・埋葬様式は畿内様式を採用していることから、被葬者は地元豪族であるが、畿内との関係を持ち、その影響力を利用していたことがうかがえる。